# Montedomini (Dicomano)
Montedomini, anticamente denominata Monte Domini è una frazione del comune italiano di Dicomano, nella città metropolitana di Firenze, in Toscana, come il comune di Dicomano, del quale fa parte, appartiene alla Comunità montana Mugello, pur essendo geograficamente l'ultimo comune di nord-ovest della Valdisieve, della quale ha sempre fatto parte amministrativamente, almeno fino al 2008.
Si tratta di un antico borgo appenninico, costituito da diversi gruppi distinti di antiche abitazioni rurali, noto per la presenza dell'Oratorio della Santissima Annunziata (Dicomano) già Oratorio di Monte Domini, e della Villa Medicea "Il Palagio", parte della Tenuta di Monte Domini.

## Geografia fisica
La frazione è situata a sudest del capoluogo comunale di Dicomano, tra il comune capoluogo e Londa, a un'altitudine di 600 metri, sulla strada che porta da Dicomano a Vicorati. Il territorio è prevalentemente boschivo, in particolare foreste di castagni da file di Cipressi che costeggiano la via sterrata che si snoda fino ad attraversare l'abitato rurale di Sessola e costeggia la cinquecentesca Villa Medicea "Il Palagio".

## Storia
Noto sin dall'età medievale come Monte Domini, dal nome dell'Oratorio omonimo, il luogo è menzionato a partire dal 1377, quando è documentata già l'esistenza del "Romitorio di Montedomini e de la Villa, già dei Signori Strozzi, oggi de' Signori Martini di Firenze, detta "il Palagio" ".

## Monumenti e luoghi d'interesse

### Architetture religiose
- Oratorio della Santissima Annunziata (Dicomano)

### Architetture civili

#### Palazzi e ville
- Villa Medicea "il Palagio" di Montedomini

## Infrastrutture e trasporti
Montedomini si raggiunge facilmente lasciando la Strada Tosco-Romagnola a Contea, percorrendo la SS. 556 verso Londa, dopo due chilometri, appena superato il torrente Buia, sulla sinistra sale una strada contrassegnata dall’indicazione “Vicorati - Montedomini”. 
Si percorre poi una strada sterrata, tra lunghe file di cipressi; poi, attraversato l’abitato di Sessola, in un ambiente naturale e rurale rimasto intatto, dopo circa quattro chilometri s’incontra sulla destra la cinquecentesca Villa Il Palagio, oggi Fattoria Montedomini.
Da qui in poi la strada si fa forestale e, dopo circa un chilometro, dopo un breve tratto di mulattiera si arriva sul sagrato lastricato a pietre dell’Oratorio di Montedomini dedicato alla SS. Annunziata. 